# Переддонбасівська
Переддонбасівська — лінійна залізнична станція Куп'янської дирекції Південної залізниці на лінії Куп'янськ-Сортувальний — Святогірськ.
Розташована у смт Борова, центрі Борівської селищної територіальної громади Ізюмського району Харківської області між зупинними пунктами Підлиманська (6 км) та 34 км.
На станції зупиняються місцеві потяги.